# Abraham Vereul

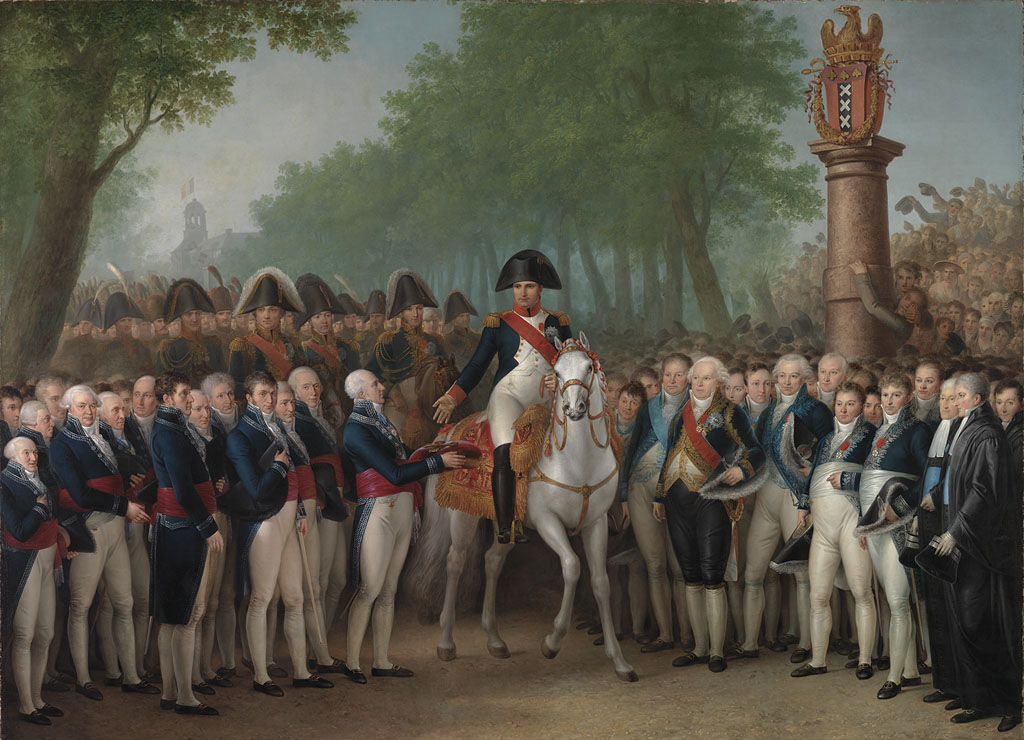
Abraham Vereul bij de intocht van Napoleon te Amsterdam op 9 oktober 1811

Abraham Vereul (Paramaribo, 1770 – Amsterdam, 1817) was een Nederlands staatsman en dichter. 

## Biografie
De oorsprong van de familie Vereul ligt in Rouen in Frankrijk. De hugenotenfamilie vluchtte na het intrekken van het Edict van Nantes. Zijn overgrootvader, Abraham (1669- 1734), kwam in 1714 in Suriname aan en trouwde daar in 1716 met Elizabeth Felix. Abraham was de stichter van de plantage Vriendsbeleid. 
Hun zoon Jean (1719-1750) trouwde in 1740 met Sara Lemmers. Hij stichtte de naastgelegen koffieplantage Ouderzorg. Beide plantages werden al snel samengevoegd tot  Vriendsbeleid en Ouderzorg. Zijn vrouw was erfgenaam van de naastgelegen koffieplantage Wederzorg.
Het echtpaar had twee kinderen  Abraham en Nicolaas Jean. Abraham trouwde in 1766 met Maria Sara Benelle. Nicolaas Jean trouwde een jaar later met Johanna Benelle. De twee zusters waren erfgenaam van de suikerplantage Nieuwzorg. Uit het laatste huwelijk kwamen vier kinderen: Abraham (1770-1817), Sara Clasina, Nicolaas Jean jr.  en Paulina Johanna.
De familie Vereul vertrok in 1773 naar Nederland en woonde in Gouda. Het beheer van de plantages werd overgelaten aan een administrateur. Abraham studeerde rechten in Leiden en vestigde zich vervolgens als advocaat in Amsterdam. In april 1795 werd hij tijdelijk als secretaris aangesteld van de Sociëteit van Suriname als opvolger van Willem Six van Oterleek. Zijn taak was om de lopende zaken af te handelen en te overleggen met het nieuwe bestuur. In oktober 1795 werd de Sociëteit opgeheven en vervangen door het Committé tot de zaken van de Coloniën en Bezittingen op de kust van Guinea en in America. Vereul werd tot president benoemd. Een van zijn eerste daden was het belonen van gouverneur Jurriaan François de Friderici wegens zijn grote plichtsgetrouwheid. Hij werd meerdere keren lid van de gemeenteraad van Amsterdam. Zijn laatste functie was burgemeester van Amsterdam. In 1811 begroette hij keizer Napoleon bij zijn intocht in Amsterdam.
Als dichter genoot hij bekendheid. In al zijn werk heerst een gevoel voor liefde, geloof, vriendschap, vaderlandsliefde en vrijheid.

## Werken
- Proeve van Poëtische brieven, Gouda 1787
- Redevoeringen over Janus Donza en over Jacobus Bellamy, Amsterdam 1791
- De invloed van een vast geloof aan de Voorzienigheid, in 1789 in Leiden bekroond
- De lof der naarstigheid, in 1790 in Amsterdam bekroond
- De onschuld, in 1791 in Amsterdam bekroond
- Kleine dichterlijke handschriften, gedichtenbundel
- De zege der oude liefde Opgevoerd in 1811 in Paramaribo door de toneelvereniging De Verreezene Phoenix

- Biografisch Portaal: 17833439
- Digitale Bibliotheek voor de Nederlandse Letteren: vere006
- Gemeinsame Normdatei: 122906780
- International Standard Name Identifier: 0000 0000 1287 9770
- Nederlandse Thesaurus van Auteursnamen: 07004077X
- Virtual International Authority File: 74746287
- WorldCat: E39PBJv4qpt4cChjJQRYrYDpfq